# La Palma, Tezontepec de Aldama
La Palma är en ort i Mexiko.   Den ligger i kommunen Tezontepec de Aldama och delstaten Hidalgo, i den sydöstra delen av landet, 90 km norr om huvudstaden Mexico City. La Palma ligger 1 999 meter över havet och antalet invånare är 974.
Terrängen runt La Palma är platt åt sydost, men åt nordväst är den kuperad. Runt La Palma är det ganska tätbefolkat, med 214 invånare per kvadratkilometer. Närmaste större samhälle är Tezontepec de Aldama, 3,5 km sydväst om La Palma. Trakten runt La Palma består till största delen av jordbruksmark.